# Scheibenhardt
Scheibenhardt es un municipio situado en el distrito de Germersheim, en el estado federado de Renania-Palatinado (Alemania). Su población estimada a finales de 2016 era de 646 habitantes.
Se encuentra ubicado al sur del estado, cerca de la orilla izquierda del río Rin, y de la frontera con Francia y el estado de Baden-Wurtemberg. La localidad forma parte de un núcleo franco-alemán con la localidad de Scheibenhard, sin ningún tipo de separación física en la actualidad entre ambas localidades, aunque durante la pandemia de COVID-19 la calle se cortó con vallas y una cadena, a modo de cierre de frontera.